# مارثا إي. روجرز
مارثا إي. روجرز (بالإنجليزية: Martha Esther Rogers)‏ هي ممرضة أمريكية، ولدت في 12 مايو 1914 في دالاس في الولايات المتحدة، وتوفيت في 13 مارس 1994 في فينيكس في الولايات المتحدة.